# Жовтневе (Аульська селищна рада, Криничанський район)
Жовтневе — колишнє селище Аулівської селищної ради Криничанського району Дніпропетровської області. Приєднане до міста Дніпродзержинська 16 червня 1958 року.